# Bulbophyllum elegantius
Bulbophyllum elegantius är en orkidéart som beskrevs av Rudolf Schlechter. Bulbophyllum elegantius ingår i släktet Bulbophyllum och familjen orkidéer. Inga underarter finns listade i Catalogue of Life.